# Leptoclinides
Leptoclinides är ett släkte av sjöpungar som beskrevs av Bjerkan 1905. Leptoclinides ingår i familjen Didemnidae.

## Dottertaxa tillLeptoclinides, i alfabetisk ordning[1][2]
- Leptoclinides aciculus
- Leptoclinides albamaculatus
- Leptoclinides apertus
- Leptoclinides aspiculatum
- Leptoclinides aurantiacus
- Leptoclinides brandi
- Leptoclinides brasiliensis
- Leptoclinides caelestis
- Leptoclinides capensis
- Leptoclinides carduus
- Leptoclinides cavernosus
- Leptoclinides coelenteratus
- Leptoclinides comitus
- Leptoclinides compactus
- Leptoclinides complexus
- Leptoclinides confirmatus
- Leptoclinides constellatus
- Leptoclinides cucurbitus
- Leptoclinides cuspidatus
- Leptoclinides decoratus
- Leptoclinides diemenensis
- Leptoclinides doboensis
- Leptoclinides dubius
- Leptoclinides duminus
- Leptoclinides durus
- Leptoclinides echinatus
- Leptoclinides echinus
- Leptoclinides erinaceus
- Leptoclinides exiguus
- Leptoclinides faeroensis
- Leptoclinides fungiformis
- Leptoclinides grandistellus
- Leptoclinides hawaiensis
- Leptoclinides imperfectus
- Leptoclinides kerguelenensis
- Leptoclinides kingi
- Leptoclinides levitatus
- Leptoclinides lissus
- Leptoclinides longicollis
- Leptoclinides macrotestis
- Leptoclinides maculatus
- Leptoclinides madara
- Leptoclinides magnistellus
- Leptoclinides marmoratus
- Leptoclinides marmoreus
- Leptoclinides marsupialis
- Leptoclinides multilobatus
- Leptoclinides multipapillatus
- Leptoclinides novaezelandiae
- Leptoclinides oscitans
- Leptoclinides placidus
- Leptoclinides prunus
- Leptoclinides quadratum
- Leptoclinides reticulatus
- Leptoclinides rigidus
- Leptoclinides robiginis
- Leptoclinides rufus
- Leptoclinides seminudus
- Leptoclinides sluiteri
- Leptoclinides sparsus
- Leptoclinides subviridis
- Leptoclinides sulawesii
- Leptoclinides tuberculatus
- Leptoclinides umbrosus
- Leptoclinides uniorbis
- Leptoclinides variegatus
- Leptoclinides volvus